# Майор
Майо́р (лат. major, «старший») — найнижче військове звання старшого офіцерського складу у Збройних силах України та більшості армій країн світу.
Військове звання майора є вищим за капітана та нижчим за підполковника. У військово-морських силах цьому військовому званню відповідає військове звання капітан 3 рангу (в інших державах це може бути фрегаттен-капітан чи лейтенант-командер).
За кодуванням НАТО звання майор належить до рангу OF-3.
Також "майор", це спеціальне звання, яке присутнє в державних напіввійськових організаціях, таких як поліція, міліція, пожежна охорона, цивільна оборона деяких держав (Україна, Білорусь, США та ін.).

## Поява військового звання у світових арміях
Це військове звання з'являється в Іспанії і німецьких феодальних державах.

## Військове звання Московської держави та Російської імперії (1698—1884)

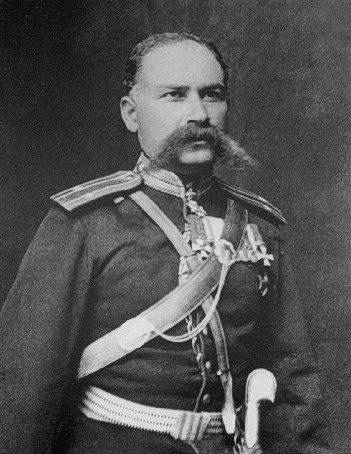
Керіб-бек Наврузов, у однострої майора Російської імперії.

У Московській державі, термін «майор» зустрічається у XVII столітті серед іноземних найманих військовиків. Як військове звання (чин) з'являється з 1698 року, коли після придушення Стрілецького бунту, засновуються полки «нового строю» («новоприборні»), де урядники мали звання європейського типу, серед яких був чин майора. На початку XVIII сторіччя (не пізніше 1711 року) чин майора було розділено на два: прем'єр-майор та секунд-майор. Прем'єр-майор (старший майор) відповідав за 1-й батальйон полку та строєм полка, секунд-майор (молодший чи другий майор) відповідав за 2-й батальйон полку.
У 1716 році московський цар Петро Олексійович створює Військовий статут, де серед іншого прописані штатні посади військових підрозділів, та військові ранги. Серед інших вказано майорів, як командирів батальйонів. В артилерії чин майора був еквівалентним до обер-гауптману. Майори були присутні як в піхоті та кавалерії, так і в інженерних частинах. Також вказується, що генерал-ад'ютант при генералі повинен мати чин майора. Обер-фіскал, має ранг молодшого майора і є відповідальним на дивізійному рівні. За розписом у полковому штабі були штабні-офіцери (1 полковник, 1 підполковник, 1 прем'єр-майор та 1 секунд-майор), а також полкові офіцери (полкові квартирмейстер, аудитор, ад'ютант, комісар, обозний, провіантмейстер та лікар). Також у статуті описані класи військовиків, майори відносилися до штаб-офіцерів.
У 1722 році у Російській імперії вводиться Табель про ранги, яким встановлювався поділ посадовців імперії на ранги з I по XIV. Самі чини поділялися на військові, цивільні та придворні. Обидва майорські чини майора відносилися до VIII рангу, це були найнижчі військові чини серед штаб-офіцерів (старших офіцерів). Гвардійські майори мали вищі ранги по відношенню до армійських, секунд-майор гвардії відносився до VI рангу, а прем'єр-майор гвардії до V рангу.
В 1798 році наказом російського імператора Павла І, обидва майорських чина злиті у єдиний, який залишався в VIII ранзі. В цей період чин майора відповідав військовому старшині в козацьких військах, та колезькому асесору серед цивільних чинів. Серед гвардійських чинів майору відповідав штабскапітан.
В травні 1884 року чин майора було скасовано, а всі майори, за винятком тих. що заплямували себе непорядними вчинками, були підвищені до підполковників. Військові старшини в козацьких військах, стали дорівнювати армійським підполковникам і стали дорівнювати VII рангу. До самого кінця імперії в 1917 році, цей чин не відновлювався, відновившись заново вже в СРСР в 1935 році.
За знаки розрізнення імперські військовики у XVII—XIX століттях використовували горжети. З 1699 року військовики отримали металеві горжети, де комбінуванням кольорів обода, поля, та гербу вказувався ранг військовика. Майори мали горжети з золоченим полем та ободом на якому був срібний герб. У XIX столітті вже усі штаб-офіцери мали повністю визолочені горжети. У 1859 році використання горжетів було остаточно скасовано.
З 1803 року на одностроях офіцерів з'являються еполети замість погонів. За шиттям еполета можливо було впізнати до якого класу відноситься офіцер (обер-, штаб-офіцери чи генерали), але чин який мав військовик на еполетах впізнати було ще не можливо. У 1827 році вводяться персональні знаки розрізнення чинів для офіцерів на еполети у вигляді металевих п'ятипроменевих зірочок. Майори як представники найнижчого чину серед штаб-офіцерів, мали на еполетах по дві зірочки. за російською традицією. За російською імперською традицією, позначення офіцерських чинів у своєму класі, починалося з двох, а не одної (підпоручник, майор, генерал-майор) зірочки. З 1854 року офіцери знову починають носити погони. Погони вкриті золотим чи срібним галуном, мали відповідно від класу офіцера певну кількість поздовжніх просвітів, чи як у генералів особливого візерунку. Майорські погони мали два штаб-офіцерських просвіта, як і раніше на еполетах, на погонах було по дві зірочки.
Після скасування майорського чину, серед військових чинів знаки розрізнення з двома просвітами та двома зірками більше не використовувалися, але колезькі асесори продовжували використовувати петлиці та погони з відповідними знаками розрізнення до 1917 року. Слід зауважити, що на погонах цивільних чиновників зірки йшли вздовж погона, на відміну від розташування на погонах військовиків. Військові старшини після 1884 року, стали використовувати погони підполковників, тобто на погонах з двома просвітами, розміщувалося по три зірочки «трикутником».
Після розпаду Російської імперії на її теренах утворилися нові держави, зі своїми збройними силами. Серед таких держав була молода Українська республіка, а потім Українська Держава, що постала на її місці внаслідок державного перевороту. В збройних силах Української Держави (як і в відновленій УНР), звання еквівалентне «майору», як і в Російській імперії, було відсутнє.

### Надання українській козацькій старшині імперських чинів в другій половині XVIIIст.
У зв'язку зі скасуванням полкового устрою Слобідської України (1765) та Гетьманської України (1781) відбувалося переформування козацьких полків на регулярні імперські, козацькій старшині було запропоновано вступити на службу у сформовані полки чи отримати відставку. Всі ті, хто вийшов у відставку та ті, хто продовжив служити отримали чини (військові та цивільні) згідно Табелю про ранги, в залежності від уряду який мали у козацтві, та від того чи був досвід участі в бойових діях.
Чин прем'єр-майора міг отримати: полковий обозний, якщо брав участь у поході; чин секунд-майора міг отримати: полковий суддя з досвідом походів, та полковий обозний без досвіду. На той час обидва цих російських чина відносилися до VIII рангу

## Військове звання Австро-Угорщини (до 1918 року)
На початок Першої світової війни (1914 рік) в збройних силах Австро-Угорщини була усталена система військових рангів, та знаків розрізнення. Оскільки знаки розрізнення були розміщені на петлицях у вигляді певної кількості шестипроменевих зірочок та галунів. Погони в австро-угорській армії були присутні лише на одностроях нижніх чинів, де виконували лише роль підтримки амуніції, офіцерські однострої погонів як деталі одягу взагалі не мали.
Майор (нім. Major) — найнижче штаб-офіцерське військове звання, вище за рангом ніж гауптман (капітан), але нижче за оберстлейтенанта (підполковника). Знаками розрізнення майора була одна шестипроменева зірка на петлиці (чи комірі) з широким галуном.
В 1918 році Австро-угорська імперія, припинила своє існування, але система рангів та знаків розрізнення знайшли відображення в деяких державах які утворилися на її уламках (Австрія, Угорщина, Хорватія та інші), а також через український легіон вплинуло на Українську Галицьку армію.
Однострої та знаки розрізнення збройних сил першої Австрійської Республіки (1919—1934) та Федеративної держави Австрія (1934—1938) майже без змін були перейняті від австро-угорських. Ця практика була порушена в 1938 році (включення Австрії до складу Німеччини), але після набуття незалежності Австрією та заснування своїх збройних сил, була відновлена. Знаки розрізнення військовослужбовців Австрії розміщуються на п'ятикутних петлицях (на нагрудному клапані аналогічної форми на польовому однострої), на яких комбінацією шестипроменевих зірок, галунів, та стрічок вказується звання носія. Майор Бундесхееру використовує петлиці з широким галуном, на яких розміщено по одній зірочці. Також австро-угорська система рангів та знаків розрізнення була задіяна в збройних силах Угорського королівства, де знаки звання розміщувалися на петлицях у вигляді певної кількості зірочок. За часів Угорської Народної Республіки знаки розрізнення військовослужбовців угорської народної армії стали наближеними до радянських. Після утворення в 1941 році Незалежної Держави Хорватія, у новозаснованих збройних силах (Хорватське домобранство) використовувалися хорватські звання прирівняні до австро-угорських та знаки розрізнення цісарських часів (Королівське Хорватське домобранство), хоч з деякими змінами, так замість шестипроменевих зірочок, звання військовослужбовця стало вказуватися хорватськими трилисниками на петлицях. Майор (бойник) домобранства, мав на петлицях з широким галуном по одному трилиснику. В Збройних силах Першій Словацькій Республіці (1939—1945), яка була утворена в 1939 році з частини Чехословаччини, були введені знаки розрізнення за зразком зі знаками розрізнення колишньої Австро-угорської імперії. На комірі були петлиці, на яких п'ятикутними зірочками вказувалося звання військовика.

## Україна початок-середина XX століття
Українські січові стрільці, українське добровольче національне формування (національний легіон) у складі австро-угорської армії в 1914—1918 роках, мало такі ж знаки розрізнення, як й інші підрозділи цісарського війська. Звання хоч і мали українську назву, але були порівняні до австро-угорських. Знаки розрізнення розміщувалися на петлицях (для УСС синього кольору) у вигляді шестипроменевих зірочок та галунів. Штаб-офіцерське (старшинське) військове звання українських січових стрільців «отаман», було австро-угорським еквівалентом військового звання «майор». Отаман був вище за рангом ніж сотник (капітан), але нижче за підполковника. Знаками розрізнення отамана була одна срібляста металева шестипроменева зірочка на петлиці (чи на комірі мундиру). Вздовж петлиці йшов широкий золотистий галун.
Українська Галицька армія (1918–1921), регулярна армія Західно-Української Народної Республіки (ЗУНР), мали за основу вояків Легіону УСС та підрозділів австро-угорської армії, сформованих з українців. УГА взяла від УСС і особливості військової ієрархії. Нові знаки розрізнення були введені в Галицькій армії Державним секретаріатом військових справ (ДСВС) Західної області УНР 22 квітня 1919 року і уявляли собою комбінацію стрічок на рукавах однострою та «зубчатки» на комірах. Як і в УСС ранг який відповідав сучасному званню «майор», мало назву «отаман». У отамана знаки рангу виглядали як одна широка золотиста плетена стрічка, з розетками на кінцях. Отаман був вище за рангом ніж сотник (капітан), але нижче за підполковника.
В збройних силах Української держави та Української народної республіки, військове звання яке відповідало званню «майор», було відсутнє як і в Російській імператорській армії.

## Військове звання в СРСР (1935—1991)
22 вересня 1935 року в Радянському Союзі були введені персональні військові звання. Серед інших з'явилося військове звання «майор». Система військових звань здебільшого збігалася з колишньою системою військових чинів Російської імперії. Званню майор, відповідало звання капітана III рангу на флоті, та батальйонного комісару політичного складу (до 1942 року).
У 1924 році у РСЧА майже остаточно склалася система знаків розрізнення посадових рангів. Молодший командний склад позначався певною кількістю трикутників на петлицях, середній командний та начальницький склад — квадратів («кубарів»), старший командний та начальницький склад — прямокутників («шпал»), вищий командний та начальницький склад — ромбів. За знаки розрізнення майори з 1935 року мали по дві «шпали» на кожній з петлиць (одну «шпалу» мав капітан, який на той час відносився, до старшого командного складу), також як знаки розрізнення були введені кути на рукавах (для майора два червоних кути на кожному з рукавів). До 1935 року такі знаки розрізнення використовував носій посадового рангу «помічник командира полка», який відносився до старшого командного складу і мав категорію К-8.
У липні-серпні 1943 року в обіг повертається офіцерський ранг. Згідно з указами Президії Верховної Ради від 6 січня 1943 року «О введенні нових знаків розрізнення для особового складу Червоної Армії» та від 15 лютого 1943 року «О введенні нових знаків розрізнення для особового складу ВМФ» вводяться нові однострої, та нові знаки розрізнення. Замість петлиць вводяться погони на яких стали розміщуватися знаки розрізнення, які майже збігалися з російськими імперськими. Майорські погони мали по два поздовжніх просвіти кольору притаманного роду військ чи служби, на яких розташовувалося по одній металевій п'ятипроменевій зірочці.
В такому вигляді знаки розрізнення майорів проіснували до розпаду СРСР у 1991 році.

## Військове звання Збройних Сил України (з 1991 року)
Збройні сили України які утворилися під час розпаду СРСР, перейняли радянський зразок військових звань, а також радянських знаків розрізнення. В 1995 році з'являється новий зразок погонів, на якому просвіти як засіб розрізнення класів офіцерів зникають, за виключенням цього знаки розрізнення не піддалися зміні.
В 2016 році Президентом України був затверджений «Проект однострою та знаки розрізнення Збройних Сил України». В проєкті серед іншого розглянуті військові звання та знаки розрізнення військовослужбовців. За знаки розрізнення майори отримали по одній чотирипроменевій зірочці на погоні. Зірочка розташовується над знаком категорії. Знак категорії старшого офіцерського складу («плетінка»), розроблений на основі плетіння погонів старших офіцерів Української держави і нарукавних стрічок Української Галицької Армії.
| Нижче за рангом: Капітан | Майор | Вище за рангом: Підполковник |

## Військове звання в Збройних Силах світу

### Майор та відповідні звання вслов'яномовнихкраїнах
В слов'яномовних країнах звання «майор», має аналогічні відповідники:
- (біл. Маёр) — військове звання у Білорусі;
- (болг. Майор) — військове звання у Болгарії;
- (босн. Major) — військове звання у Боснії та Герцеговині;
- (мак. Мајор) — військове звання у Північній Македонії;
- (пол. Major) — військове звання у Польщі;
- (рос. Майор) — військове звання у Російській федерації;
- (серб. Мајор) — військове звання у Сербії;
- (словац. Major) — військове звання у Словаччині;
- (словен. Major) — військове звання у Словенії;
- (хорв. Bojnik) — військове звання у Хорватії;
- (чеськ. Major) — військове звання у Чехії;
- (чорн. Major) — військове звання у Чорногорії.

## Галерея

Погони майора в різних країнах
Британська армія
Канадська армія
Австралійська армія
Армія США
бойник (майор), Сухопутні війська Хорватії
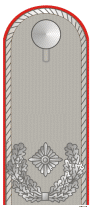
Сухопутні війська Німеччини
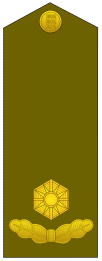
Збройні сили Естонії
Італійська армія
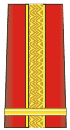
армії Румунії

## Спеціальне звання правоохоронних органів
Майо́р — спеціальне звання у правоохоронних органах деяких країн, де правоохоронні органи мають мілітаризовану систему рангів (Україна, Росія, Білорусь та інші). Такі ранги не обов'язково дорівнюють військовому званню «майор».

### Спеціальне звання міліції в СРСР (1936—1991)
Постановою ЦВК СРСР і РНК СРСР від 26 квітня 1936 року наказом НКВС № 157 від 5 травня 1936 року для начальницького складу органів робітничо-селянської міліції НКВС СРСР були введені персональні спеціальні звання, які хоч і мали назву подібну до військових звань, але не відповідали їм. Серед започаткованих звань «майор міліції» та «старший майор міліції».
Після часткової реорганізації звань міліції в 1939 року звання «майор міліції» дорівнювало званню комбриг в сухопутних силах та авіації, а також капітану І рангу і відносилося до вищого начальницького складу. З 1939 року, коли в міліції були введені нові знаки розрізнення армійського зразка, майори міліції, як носії першого звання вищого начальницького звання, отримують на бірюзові петлиці з червоними кантами по одному синьому ромбу.
В 1943 році, замість спеціальних звань в міліції були введені нові, які у середнього та старшого начальницьких складів співпадали з військовими званнями. В такому вигляді звання проіснувало до припинення існування СРСР і продовжило своє існування в державах які утворилися на його руїнах, де правоохоронні органи залишили назву «міліція».

### Спеціальне звання поліції в Україні (з 2015 року)
В Україні як і в більшості країн, що утворилися після розпаду СРСР, правоохоронні органи мали назву «міліція». Серед званні міліції було присутнє майор.
В 2015 році було створено Національну поліцію. Особовий склад міліції було переатестовано, при переатестації працівники міліції, що мали спеціальне звання майор міліції, отримали спеціальне звання майор поліції.

### Звання поліції в США
Різні відомства поліції в США, мають різну систему рангів. В деяких з відомств використовується ранг майора. Майор присутній в поліції багатьох штатів (Пенсильванія, Нью-Йорк, Нью-Джерсі), та в деяких міських департаментах поліції (департаменти поліції Далласа, Нового Орлеану, Оклахома, Маямі).
Слід зауважити, що в поліцейських відомствах де відсутній ранг майора, армійські знаки розрізнення «майора» можуть використовуватися іншими рангами, так наприклад: помічник голови поліції (департамент поліції Норфолка), командер (бюро поліції Портленду), заступник інспектора (департамент поліції Нью-Йорка), штабний інспектор (департамент поліції Філадельфії).

## Спеціальне звання органів державної безпеки СРСР (1935—1991)
Постановами ЦВК СРСР № 20 і РНК СРСР № 2256 від 7 жовтня 1935 року, оголошених Наказом НКВС СРСР № 319 від 10 жовтня 1935 були введені персональні спеціальні звання для начальницького складу ГУДБ НКВС СРСР. Ці спеціальні звання хоч і мали назву подібну до військових, але не відповідали їм. Серед цих спеціальних звань були звання «майор державної безпеки» та «старший майор державної безпеки».
В 1937 році в органах держбезпеки вводять нові знаки розрізнення за зразком РСЧА, що робить їх наближеними до армійських. «Майор державної безпеки» дорівнював званню комбриг в сухопутних силах та авіації, а також капітану І рангу і відносився до вищого начальницького складу органів державної безпеки.
В 1943 році в органах державної безпеки (як і в інших підрозділах НКВС/НКДБ, так і в Червоній армії) відбувається уніфікація військових та службових звань. Спеціальне звання державної безпеки, стало відповідати загально військовому званню «майор». В 1945 році додаток до званні «державної безпеки», було скасовано.